# España (revue)
Pour les articles homonymes, voir España.
España est une revue culturelle hebdomadaire espagnole fondée à Madrid le 29 janvier 1915 par José Ortega y Gasset, qui le dirige la première année. Il s'agit du premier projet journalistique du philosophe. Sous-titré « semanario de la vida nacional » (« hebdomadaire de la vie nationale »), c'est la publication ayant eu la plus grande répercussion lors de l'« âge d'agent » des intellectuels espagnols dans laquelle ont conflué les courants réformistes libéro-démocratiques ainsi que ceux, anti-oligarchiques, radicaux et antimonarchistes, du socialisme. S'y donnent ainsi rendez-vous aussi bien les plus hauts représentants de la génération de 98 et de celle de 14, que d'autres qui intégreront par la suite celle de 27.
Ortega y Gasset l'abandonne en mauvaise situation financière après la première année. Luis Araquistáin reprend la revue en février 1916, lui donne une nouvelle impulsion journalistique en faisant de la revue l'un des principaux organes de propagande alliée du pays lors de la Première Guerre mondiale. Manuel Azaña la dirige enfin de 1923 à fin mars 1924, date à laquelle España cesse sa diffusion.

## Histoire
Le poète athénéiste Luis García Bilbao finance la constitution d'un nouveau périodique autour de la Liga de Educación Política (es) (« Ligue d'éducation politique »). Un esprit néo-régénérationniste naît autour de ce concept, avec la participation de plusieurs auteurs appartenant aux générations de 98, de 14 et d'autres qui appartiendront à celle de 27.
Le 29 janvier 1915, le premier numéro sort, tiré à 50 000 exemplaires, ce qui constitue un chiffre important pour l'époque.
Dans la toute première page, Ortega écrit :

« [...] Né de la colère et de l'espoir, couple espagnol, vient au monde cet hebdomadaire España. [...] Nous sentons tous que cette Espagne officielle dans laquelle ou sous laquelle nous vivons n'est pas notre Espagne, mais une Espagne d’hallucination et d'ineptie [...]. »

— España, no 1, p. 1
En 1923, Ortega y Gasset lance Revista de Occidente, qui est toujours publiée.

## Édition et ligne éditoriale

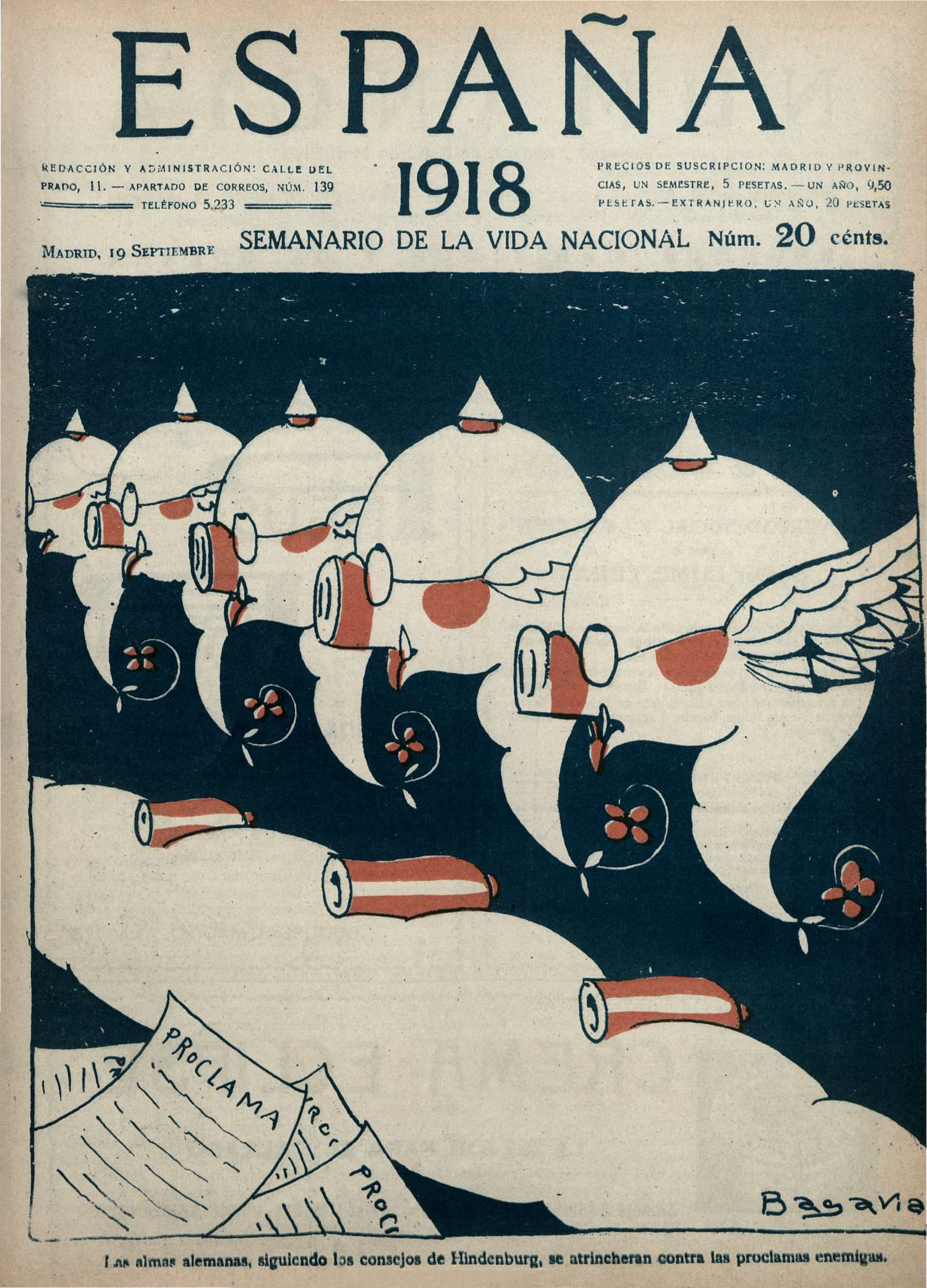
Première page du 19 septembre 1918 par : Les âmes allemandes, suivant les conseils de Hindenburg, se retranchent face aux proclamations ennemies.

Avec un format ressemblant plus à un journal qu'à une revue, España est éditée sur un total de 415 numéros d'entre 12 et 20 pages, avec une première page qui adopte rapidement une grande illustration colorée et d'autres à l'intérieur, dont les auteurs sont Luis Bagaría (es), Rafael de Penagos (es) ou Carlos Arniches, notamment, laissant aussi de la place à des photographies d'actualité.
Les articles de fond occupent la plus grande partie : ils peuvent être de caractère politique, philosophique, littéraire, artistique, social. Il y a aussi un certain nombre d'annonces publicitaires, même si la vie économique de la revue a été relativement précaire.
España est considéré comme le journal politique le plus important de l'âge d'argent, étant devenu l'organe journalistique doctrinal du néo-régénérationnisme, du groupe réformiste intégré par les libéraux, démocrates, socialistes et agnostiques qui critiquent durement l'institutionnalisme paralysant de la Restauration, et le porte-parole de tout le mécontentement social : du républicanisme socialisant, du catalanisme de gauche ou encore du mouvement ouvrier.
José Ortega y Gasset dirige la revue du premier numéro, le 29 janvier 1915, mais abandonne rapidement la direction en février 1916 à la suite de sa rupture avec les réformistes de Melquíades Álvarez, en mauvaise situation financière. Luis Araquistáin reprend la revue en février 1916 et lui donne une nouvelle impulsion journalistique tout en la met au service de son bailleur de fonds, l’ambassade britannique, en choisissant de faire la promotion de la propagande des alliés lors de la Première Guerre mondiale,. L'hebdomadaire devient l'un des médias pro-alliés les plus importants du paysMontero Jiménez 2016.
En 1923, Manuel Azaña devient le dernier directeur, ne résistant pas aux obstacles imposés par la Dictature de Primo de Rivera, voyant ainsi le dernier numéro publié le 29 mars 1924.

« [...] D'un point de vue intellectuel, España est devenue le segment de tout le mécontentement national, et, surtout, les cas de corruption nationaux ont été mis en évidence. Dans le domaine artistique, elle a préféré une expression réaliste et critique. L'hebdomadaire, enfin, a servi de vitrine de tous les maux qui florissaient dans le pays [...]. »

Son édition facsimilée a été publiée en 1982, avec un prologue de Salvador de Madariaga, une étude préliminaire de Manuel Tuñón de Lara et Enrique Montero, ainsi que des indices chronologiques et onomastiques.

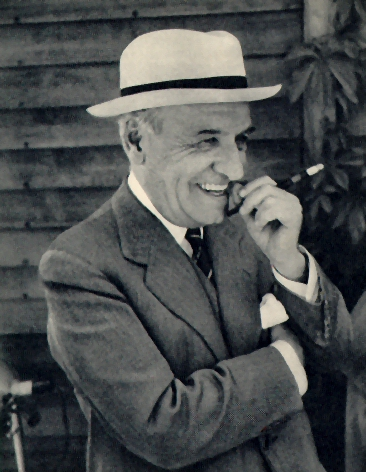
José Ortega y Gasset.
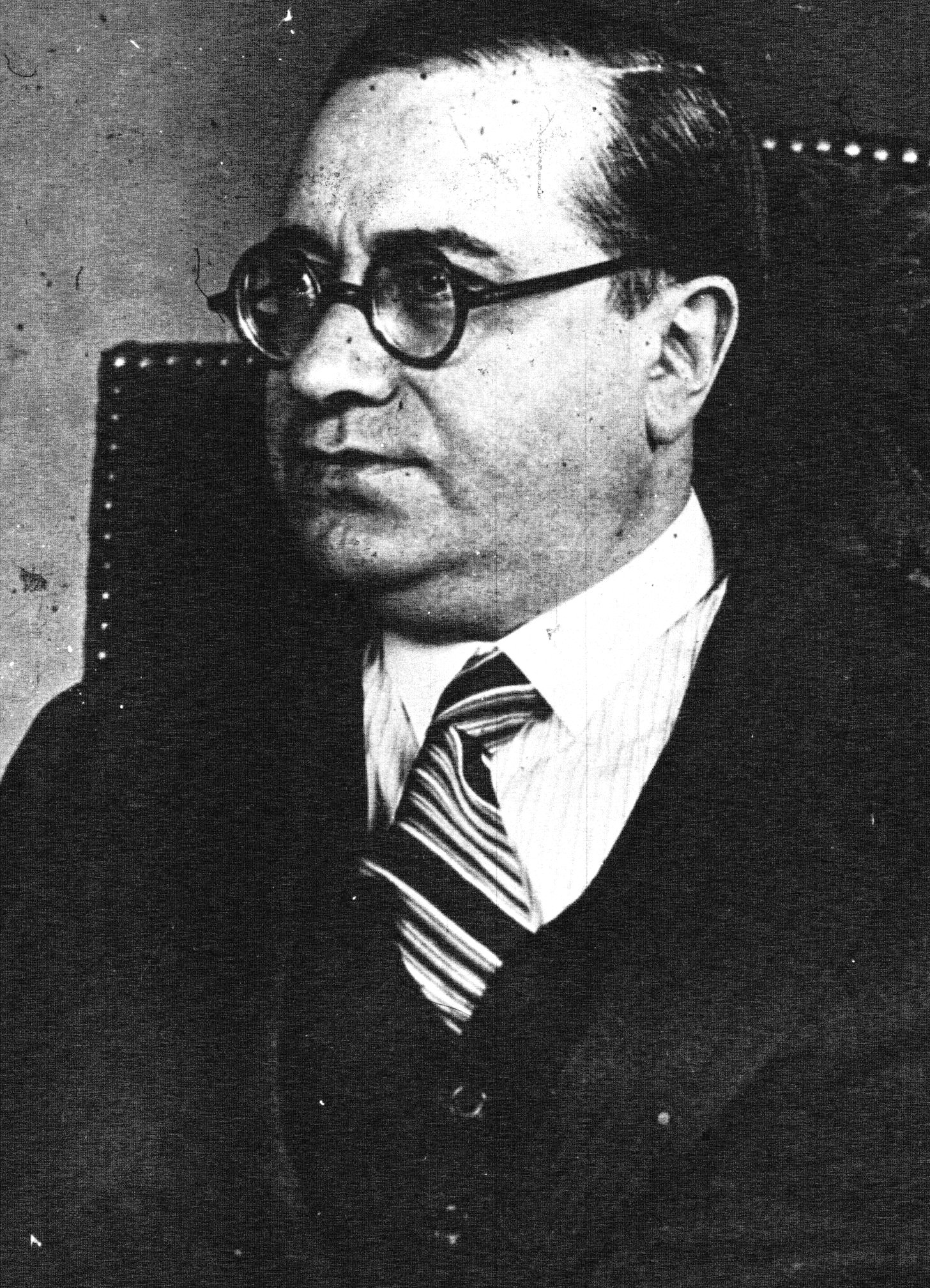
Luis Araquistáin.
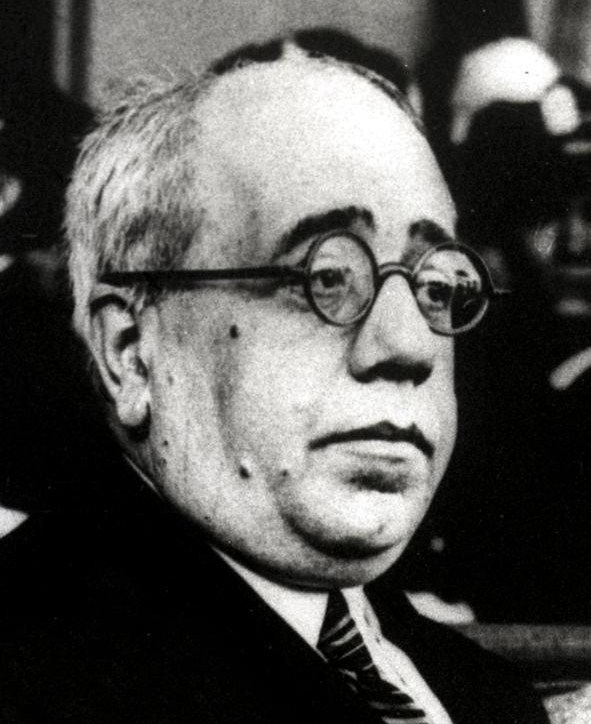
Manuel Azaña.

## Collaborateurs
Parmi ses premiers rédacteurs se trouvent Ortega y Gasset lui-même ainsi que Pío Baroja (avec la section « El tablado de Arlequín »), Ramón Pérez de Ayala (« Críticas teatrales » et « Apostillas »), Eugenio d'Ors (« Las obras y los días »), Juan Guixé (« Vida real de España »), Enrique Díez Canedo (es), chargé de la section littéraire, ainsi que Luis de Zuloaga, Gregorio Martínez Sierra ou encore Ramiro de Maeztu.
D'autres auteurs rédigent régulièrement des textes, tels que Manuel Bartolomé Cossío, Manuel Azaña, Luis Bello, Jacinto Benavente, Miguel de Unamuno, Ramón María del Valle-Inclán, et, depuis la province, Pere Coromines et Manuel Raventós (Barcelone), Fernando de los Ríos (Grenade), Juan Díez del Corral (Cordoue), Juan Rof Codina (es) et Santiago Casares Quiroga (Galice) et Antonio Machado (Jaén).
À noter enfin les interventions ponctuelles de Juan Ramón Jiménez, Gabriel Miró, Rafael Marquina, Adriano del Valle (es), Gerardo Diego et Azorín, notamment.
La première version de la célèbre pièce de théâtre Lumières de bohème de Ramón María del Valle-Inclán est publiée en intégralité et pour la première fois dans les numéros d'España du 31 juillet au 23 octobre 1920.